# Tema de Dalmacia
El tema de Dalmacia (en griego: θέμα Δαλματίας/Δελματίας, romanizado: thema Dalmatias/Delmatias) fue un tema bizantino (provincia civil-militar) en la costa oriental del mar Adriático. Su capital fue Jadera (Zara/Zadar).

## Orígenes
Dalmacia cayó bajo dominio bizantino en la década de 530, cuando los generales del emperador Justiniano I (r. 527–565) la conquistaron a los ostrogodos durante la guerra gótica. Las invasiones de ávaros y eslavos en el siglo VII asolaron las principales ciudades y limitaron el control bizantino a las islas y ciudades costeras -con autonomía local y en forma de ciudades-estado- como Spalatum (Split) y Ragusium (Dubrovnik), mientras Jadera (Zadar) quedó como sede episcopal y centro administrativo bajo un arconte. Estas costeras fueron el refugio de los dálmatas neolatinos, que fundaron ocho ciudades-estado: Vecla (Krk), Cres, Arba (Rab), Jadera, Tragurium (Trogir), Spalatum, Ragusium y Cattaro (Kotor).
Desde finales del siglo VIII hasta el siglo IX, Dalmacia fue sometida por Carlomagno (r. 768–814), pero regresó a manos bizantinas en 812, después de la Pax Nicephori. Es disputado si la región estuvo bajo soberanía bizantina real o más bien nominal después de dicho tratado, dado que las ciudades latinas locales parecen haber sido virtualmente independientes. No obstante, un arconte de Dalmacia aparece mencionado en el Taktikon Uspensky, de 842/843 y un sello de un "estratego de Dalmacia" datado en la primera mitad del siglo podrían indicar la existencia de un tema en los comienzos de la reorganización bizantina, al menos de forma intermitente.

## Historia
La fecha tradicional del establecimiento de Dalmacia como el tema regular se sitúa en los comienzos del reinado del emperador Basilio I el macedonio (r. 867–886), tras las expediciones de Nicetas Orifas.
Bizancio, el papado y los francos compitieron por el apoyo de los eslavos en la zona. En 878 gobernaba Zdeslav de Croacia, vasallo bizantino, tras haber depuesto a su predecesor para a su vez ser posteriormente derrocado por Branimir de Croacia, que cobró tributo a los bizantinos por sus posesiones dálmatas. Con la caída del imperio carolingio, los francos dejaron de ser una potencia en el Adriático, mientras la República de Venecia creció en poder en Dalmacia desde el mandato de Pietro Tradonico.
Alrededor de 923, Tomislav de Croacia, convocó dos concilios de Split donde intentó infructuosamente crear un arzobispado autónomo que no dependiera de la base bizantina de Split. El control del reino croata sobre las ciudades dálmatas fue igualmente disputado aunque Tomislav parece haber administrado las ciudades dálmatas como aliado o vasallo de los bizantinos. Esto desencadenó diversos movimientos geopolíticos, entre ellos las guerras búlgaro-croatas, durante las cuales los emperadores macedónicos tuvieron una influencia variable sobre las ciudades dálmatas. La Iglesia también incentivó un conflicto interno análogo entre las diócesis rivales de Spalatum (sede bizantina) y Nin (sede croata). El poder marítimo veneciano había sido contrapesado por los narentinos y croatas hasta que Pietro II Orseolo intervino en 998 y 1000 y gestionó dos matrimonios reales con croatas y bizantinos. Bajo Domenico I Contarini, Venecia tomó Jadera, una de las principales bases bizantinas en el norte. En el del sur del tema, la ciudad de Ragusa, todavía bajo control bizantino, fue creciendo en importancia, y fue elevada a arzobispado en 998.
Croacia tuvo otro breve periodo de control sobre las ciudad-estado dálmatas con Petar Krešimir IV, pero la invasión normanda cambió de nuevo el equilibrio de poder en favor de los venecianos. De hecho, en 1075 el conde Amico invadió Croacia desde Italia del sur en nombre de las ciudades dálmatas (que le habían invitado para protegerles del dominio croata). Amico sitió Arbe durante casi un mes (de finales de abril a principios de mayo). Fracasó en tomar la isla, pero el asedio presuntamente llevó a la captura del rey croata (cuya madre era la hija de Pietro Orseolo) en una ubicación sin determinar. A cambio de su liberación, fue forzado a ceder numerosoas ciudades, incluyendo tanto su capital croata como Zara, Spalatum, y Tragurium. Aun así, durante los dos años siguientes los venecianos sometieron a los normandos y aseguraron las ciudades para ellos.
A comienzos del siglo XI el control bizantino sobre las ciudades-estado dálmatas en el sur empezó a ser disputado por el principado serbio de Doclea, cuyo gobernante Jovan Vladimir tomó el control de Bar, cerca de la frontera con el tema de Dirraquio. Sus éxitos fueron replicados posteriormente por Stefan Vojislav veinte años más tarde, y en 1034, la diócesis de Bar fue elevada a archidiócesis tras lo que hubo guerra con Theophilos Erotikos. Stefan Vojislav, su hijo Mihailo obtuvo el respaldo del papa tras el cisma del Oriente de 1054, debilitando aún más la influencia bizantina en Dalmacia.
Excepto en Ragusium y el tercio del sur de Dalmacia, el control bizantino colapsó en la década de 1060. Constantino Bodin de Doclea se apoyó en el papa Urbano II, el cual confirmó el estatus de Bar como archidiócesis en 1089 y degradó el estatus de la diócesis de Ragusa. Para finales del siglo XI, el reino de Hungría tomó el control del reino de reino de Croacia y sus posesiones en el norte de Dalmacia. Doclea y el sur volvieron bajo control bizantino, cuando una serie de conflictos internos tras la derrota y sucesión de Constantino que debilitaron a sus dirigentes.
El predominio bizantino fue restaurado efímeramente por el emperador Manuel I Comneno (r. 1143–1180), siendo reemplazado tras su muerte por el control veneciano. Con ascenso al trono de Esteban Nemanja, la dinastía Nemanjić tomó control de las tierras en el sur de Dalmacia, mientras que casi todas las islas y costas del centro y norte de Dalmacia caían bajo control veneciano  desde el siglo XIII.